# 彼得·格林纳威
彼得·格里纳韦，CBE（Peter Greenaway，1942年4月5日—）是英國威尔士的电影导演、编剧和艺术家。他的电影受到文藝復興藝術和巴洛克繪畫，特别是佛兰德绘画 (Flemish painting) 的影响。
其代表作為《廚師、大盜、他的太太和她的情人》(The Cook, the Thief, His Wife & Her Lover)、《魔法師的寶典》（Prospero's Books）、《繪圖師的合約》（The Draughtsman's Contract）、《魔法聖嬰》（The Baby of Mâcon）及《淹死老公》(Drowning by Numbers)。他曾以《淹死老公》在坎城影展榮獲最佳藝術貢獻獎。